# Astej
Astej, česky také Astély nebo Astel, ukrajinsky Астей, dříve také Лужанка, maďarsky Asztély, je obec ve Velkobehaňské vesnické komunitě (hromadě), v okrese Berehovo v Zakarpatské oblasti Ukrajiny. V roce 2001 v obci žilo 677 obyvatel, z toho 87.30% obyvatel bylo maďarské národnosti.

## Historie
Na okraji obce jsou archeologická naleziště, která dokladují existenci dvou osad ze 3.-4. a 7.-8. století našeho letopočtu. Významným nálezem je také 120 hrnčířských pecí. První písemná zmínka o této obci pochází z roku 1359. V roce 1566 Astej podlehla ničivému nájezdu krymských Tatarů. V 18. stol obec patřila k obci Beregsurány (nyní vesnice v Maďarsku). Obec byla součástí Uherska. V letech 1829 až 1831 byl v obci postaven reformovaný kostel. Po skončení první světové války se obec na základě Trianonské smlouvy stala součástí nově vzniklého Československa. V roce 1920 zde byla postavena škola. V roce 1938 byla obec v důsledku první vídeňské arbitráže přičleněna k Maďarsku. Po skončení druhé světové války byla obec postoupena Sovětskému svazu a stala se součástí Ukrajinské sovětské socialistické republiky. Po rozpadu SSSR se obec v roce 1991 stala součástí samostatné Ukrajiny. V roce 1991 byl na zdejším hřbitově postaven pomník vojákům padlým ve druhé světové válce a obětem stalinského režimu.